# SC Spelle-Venhaus
SC Spelle-Venhaus is een Duitse sportvereniging uit de plaatsen Spelle en Venhaus in de Landkreis Emsland.
De voetbalafdeling is het meest succesvol en promoveerde in 2014 naar de Oberliga Niedersachsen. In 2023 werd de club kampioen en promoveerde voor het eerst naar de Regionalliga Nord. Na één jaar degradeerde de club weer. In het seizoen 2022/23 haalde de club de finale van de Niedersachsenpokal waarin TuS Bersenbrück met 3-0 te sterk was.
Het vrouwenvolleybalteam speelt in de Regionalliga Nordwest op het vierde niveau. Bij de omnisportvereniging met zo'n 2400 leden wordt ook aan basketball, loopsport, parkour, Russische vechtkunst, taekwondo, tennis, tafeltennis en turnen gedaan.